# ヰセキ四国
株式会社ヰセキ四国（いせきしこく）は、井関農機グループの農業機械販売会社。四国全域において農業機械、農業関連資材等の販売を展開している。

## 概要
- 本社 - 愛媛県伊予市八倉120-1
- 事業内容 - 農業機械の販売・修理、農業関連資材・肥料の販売など。
- 直販営業拠点 - 愛媛県14ヶ所、香川県8ヶ所　高知県9ヶ所、徳島県1ヶ所